# Epiplatys ansorgii
Epiplatys ansorgii è un pesce osseo d'acqua dolce appartenente alla famiglia Nothobranchiidae.

## Distribuzione e habitat
Endemico dell'Africa occidentale equatoriale nei bacini dei fiumi Ogowe e Congo. Popola piccoli ruscelli della foresta pluviale di pianura.

## Descrizione
Misura fino a 8 cm di lunghezza.

## Conservazione
Questa specie è ritenuta non minacciata perché presente su un areale molto vasto dove non sussistono evidenti cause di minaccia.